# 贡金 (中世纪西班牙)

1031年泰法诸国

帕里亚贡金（西班牙語：parias，源自中古拉丁语 pariāre，意为“结清账目”，即付款）是中世纪伊比利亚一种由安达卢斯地区的泰法诸国向北方基督教王国缴纳的贡赋形式。帕里亚贡金在科尔多瓦哈里发国于1031年解体后，直至1086年起伊斯兰西班牙在穆拉比特王朝领导下实现再统一期间，成为伊斯兰与基督教诸国关系中的主要外交往来。
帕里亚贡金通常通过条约设立，本质上是一种保护费。缴纳贡金的伊斯兰国家可以换取基督教国家对其免受其他伊斯兰势力或基督教敌对势力攻击的军事保护。最初的贡赋多半是在军事压力下迫使接受的，往往是在大规模劫掠（拉齐亚，razzia）或劫掠威胁后，或是在支持某一伊斯兰派系对抗另一派系的代价下设立的。